# Николай Артавазд, Равда
Николай Артавазд, Равда (арм. Նիկողայոս Արտավազդ, Ռաբդա, греч. Νικόλαος Αρτάβασδος, Ραβδάς; также Николай Артабазд (Артавазд) Смирнский, прозванный Рабда — фр. Nicolas Artavasde de Smyrne, dit le Rhabdas; лат. Nicolas Artabasdos) — византийский математик армянского происхождения, крупный научный деятель периода Палеологовского возрождения.

## Биография
Родился во второй половине XIII века. Место его рождения точно неизвестно, но раннюю стадию жизни провел в Смирне. Н. Адонц, учитывая двойное имя Николаос-Артавазд, полагает, что родился он вероятно в Армении и получил армянское имя Артавазд, затем после переезда в Смирну выбрал себе эллинское имя Николаос. Из Смирны переехал в Константинополь, где работал в императорском дворце и получил прозвище Равда (от греч. ραβδοφορος, владеющий жезлом). Ему принадлежит издание сочинения Плануда по индийской арифметике с собственными дополнениями. Сохранились два авторских сочинения Артавазда, написанные на греческом языке в форме писем. В своих работах Артавазд пользовался алфавитной нумерацией, а рациональные числа записывал в виде египетских дробей. Умножение и деление дробей делал так, как это делается сегодня — приводил к наименьшому общему знаменателю, но результат опять выражался как египетская дробь. Употребляет вошедший затем в литературу термин «политическая арифметика». Много места отводит календарным расчётам, составляет календарь вычисления Пасхи. Артавазд — последний византийский учёный, упоминающий Диофанта. В его трудах сохранилось также много математических упражнений, позже вошедших в составы разных сборников задач. Задачи Артавазда носят повседневный, хозяйственный характер, и являются важным источником для изучения экономической жизни Византии XIV века.

## Сочинения
Первое письмо Артавазда, написанное в 1340 году, обращено к некоему адвокату Георгу Хачику, также армянину. В нём разъясняются алфавитная система счисления и счёт на пальцах до 9999: на левой руке откладывались единицы и десятки , а на правой — сотни и тысячи. При изложении арифметических действий Артавазд замечает, что в случае больших чисел хорошо пользоваться «великим индийским счислением». В конце сочинения приведены большие таблицы сложения, вычитания и умножения, близкие к таблицам древнегреческих математиков и Анании Ширакаци. В целом, труды Ширакаци оказали большое влияние на Николая Артавазда.

Второе письмо, написанное в 1341 году, обращено к другу автора — Феодору Чабуху из Клазомен. По всей видимости Феодор тоже был армянином, поскольку его прозвище "Чабух" (Tzabukhes) является эллинизированной формой армянского "чавуш", Здесь в основном рассмотрены действия с дробями, а также приведён приближённый способ извлечения квадратных корней, основанный на формуле Герона.

Перу Николая принадлежат также одна работа по геометрии и небольшой грамматический трактат, который он написал для своего сына Павла Артавазда.

Рукописи Николая Артавазда хранятся в Парижской национальной библиотеке.

#### Ранние публикации
- Nicolai Artabasdae: «Ecphrasis numerorum notationis per gestis digitorum». Lutetiae (1614), лат.
- Tannery, Paul: «Manuel Moschopoulos et Nicolas Rhabdas» Архивная копия от 28 сентября 2013 на Wayback Machine. Paris (1884), фр.
- —, «Notice sur les deux lettres arithmétiques de Nicolas Rhabdas». Paris (1886), фр.
- —, «Le Vaticanus graecus MCDXI et les manuscrits de Rhabdas». Paris (1888) фр.

Комментарии
1. ↑  некоторые исследователи приписывают этот труд Исааку Аргиру, см. Hunger (1978).
2. ↑  полное название сочинения — «Краткое и весьма ясное изложение науки счисления, сочинённое в Константиновской Византии Рабдасом Николаем Артаваздом из Смирны, арифметиком и геометром, по просьбе почтейнейшего судебного докладчика, адвоката Георга Хачика, весьма лёгкое для желающих изучить его».
3. 1 2  с помощью мизинца, безымянного пальца и среднего пальца
4. 1 2  с помощью указательного пальца и большого пальца
5. ↑  В среднеармянском титул "чавуш" имел значение придворного жандарма. В армянский же слово проник из тюркского военного титула çavuş = начальник небольшого отряда, десятник.